# Bad Boy (singel Cascady)
Bad Boy – drugi singel zespołu Cascada pochodzący z ich debiutanckiego albumu Everytime We Touch.

## Formaty i track listy
- 12" maxi single

1. "Bad Boy" [Club Mix] 6:15
2. "Bad Boy" [Pulsedriver Remix] 5:54

- 12" remixes maxi single

1. "Bad Boy" [Central Seven Remix] 5:58
2. "Bad Boy" [Alex Megane vs Marc van Damme Remix] 6:35
3. "Bad Boy" [Inverno Edit] 5:10

- Austrian 5" single

1. "Bad Boy" [Radio Mix] 3:14
2. "Bad Boy" [Central Seven Radio Edit] 3:02
3. "Bad Boy" [Alex Megane vs. Marc Van Damme Edit] 3:10
4. "Bad Boy" [Inverno Radio Edit] 3:22
5. "Bad Boy" [The 2 Jays Radio Edit] 3:48
6. "Bad Boy" [Pulsedriver Remix] 6:23
7. "Bad Boy" [Original Club Mix] 6:18
8. "Bad Boy" [Central Seven Remix] 6:00
9. "Bad Boy" [Alex Megane vs. Marc Van Damme Remix] 6:35
10. "Bad Boy" [Inverno Edit] 5:13
11. "Bad Boy" [The 2 Jays Remix] 7:13
12. "Miracle" [Radio Mix] 3:41
13. "Miracle" [Original Club Mix] 6:09

## Wszystkie wersje
- Bad Boy (Radio Mix) 3:15
- Bad Boy (Central Seven Radio Edit) 3:02
- Bad Boy (Alex Megane Vs. Marc Van Damme Edit) 3:12
- Bad Boy (Inverno Radio Edit) 3:23
- Bad Boy (The 2 Jays Radio Edit) 3:49
- Bad Boy (Pulsedriver Remix) 5:57
- Bad Boy (Original Club Mix)6:18
- Bad Boy (Central Seven Remix) 5:59
- Bad Boy (Alex Megane Vs. Marc Van Damme Remix) 6:35
- Bad Boy (Inverno Edit) 5:14
- Bad Boy (The 2 Jays Remix) 7:14
- Bad Boy (Dream Guardian Remix) 6:12
- Bad Boy (Red Monster Mix) 4:46
- Bad Boy (Cannon Cracker Remix) 5:58
- Bad Boy (Cannon Cracker Remix Radio Edit) 3:04
- Bad Boy (DJ T-2 Edit)5:06